# イタリア・インディペンデント
イタリア・インディペンデント・グループ（Italia Independent Group S.p.A.）は、メガネとサングラスを製造するイタリア・トリノの企業。

## 歴史
イタリア・インディペンデントは2007年にラポ・エルカーンとジョヴァンニ・アコンギアギオコ、アンドレア・テシートアの3人によって設立された。
2008年にイタリア・インディペンデント・グループが設立されるとイタリア・インディペンデントなどを含む事業全体を組み込む形で包括する持株会社となる。

## 株主
2016年12月15日時点での Italia Independent Group S.p.A. の株主：
| 氏名・社名           | 保有率 | 保有株式数  |
| -------------------- | ------ | ----------- |
| ラポ・エルカーン     | 63.79% | 3,450,539株 |
| ジョン・エルカーン   | 8.60%  | 465,445株   |
| Due G Holding S.r.l. | 6.23%  | 336,875株   |
| Pietro Peligra       | 1.24%  | 67,276株    |
| その他               | 20.13% | 1,089,372株 |